# Urbano Cioccetti
Urbano Cioccetti (* 1905 - † Roma, 1978 ) fue un abogado y político italiano.

## Biografía
Nació el 26 de noviembre de 1905. Ligado a los intereses del Vaticano, fue miembro de la Democracia Cristiana. Fue Alcalde de Roma.
Falleció en Roma, el 9 de mayo de 1978.

| Predecesor: Umberto Tupini | Alcalde de Roma 1958 - 1961 | Sucesor: Glauco Della Porta |